# Gabriele Gatti
Gabriele Gatti (* 27. März 1953 in San Marino) ist ein Politiker aus San Marino. Er war vom 1. Oktober 2011 bis 1. April 2012 gemeinsam mit Matteo Fiorini Capitano Reggente (Staatsoberhaupt) von San Marino.

## Leben
Gatti hat einen Abschluss in Geisteswissenschaften und Philosophie der Universität Urbino. Er ist seit 1974 Mitglied der Partito Democratico Cristiano Sammarinese. Von 1975 bis 1985 war er stellvertretender Sekretär, 1987 wurde er Generalsekretär und 2002 Präsident des Zentralrates. Gatti wurde erstmals 1978 in den Consiglio Grande e Generale, das Parlament San Marinos, gewählt, dem er seitdem angehört. 2006 wurde er Vorsitzender der Fraktion PDCS im Consiglio Grande e Generale. Er war Mitglied in verschiedenen Parlamentsausschüssen, darunter den Ausschüssen für die Sozialversicherung und Städtebau, dem Finanz- und dem Justizausschuss. Von 1986 bis 2002 war er Außenminister und von 2008 bis 2010 Finanzminister. Er wurde für die Periode vom 1. Oktober 2011 bis 1. April 2012 gemeinsam mit Matteo Fiorini zum Capitano Reggente dem Staatsoberhaupt von San Marino gewählt.

## Auszeichnungen
- 1990: Großkreuz des Verdienstordens der Italienischen Republik
- 1991: Großes Goldenes Ehrenzeichen am Bande für Verdienste um die Republik Österreich[2]